# Determinazione del costo
La determinazione del costo, in economia, è il procedimento necessario per stabilire un qualsiasi costo commerciale di un bene. Nonostante venga applicato soprattutto nel grande commercio, esso può essere adattato ad ogni tipo di spesa o guadagno che riguardi la cessione di qualunque cosa a terzi.

## Metodi per determinare il costo
Servendosi di particolari formule matematiche, è possibile determinare il costo di un prodotto acquistato dal cliente finale, facendo riferimento anche a numerosi parametri economici, come inflazione, stima dei cambiamenti di prezzo alla vendita, stima dei prezzi delle materie prime. Infatti, i prezzi tendono a scendere o a salire qualora salgano o scendano i costi delle materie prime, anche in modo esponenziale, infatti i rincari e i ribassi delle merci commerciali sono spesso dovute a questi fattori di variazione.